# Kalle Ankas Bästisar
Kalle Ankas Bästisar var en serie seriealbum innehållande disneyserier av Carl Barks. Totalt utkom 38 nummer mellan 1974 och 1994, och nummer 1 till och med 7 gavs dessutom ut i nyupplaga under 1980-talets slut. Samtliga album var i färg och innehöll 52 sidor.
Kalle Ankas Bästisar var det första svenska återkommande titeln som uteslutande samlade serier av Barks - dock nämns dennes namn aldrig i albumen. Nummer 11-38 (liksom nyupplagorna av de äldre utgåvorna) hade undertiteln Gamla goda serier ur Kalle Anka & C:o.
Ursprungligen innehöll albumen enbart Barks kortare serier, upp till 10 sidor, men från och med nummer 25 (1987) innehåller varje album även en längre historia. Publiceringen av oavkortade längre Barks-serier hade tidigare varit knuten till Walt Disney's serier (fram till 1976), Walt Disney's klassiker (1977-1981) och Walt Disney's godbitar (1982-1984), samt bokserien Kalle Anka Guldbok (sedan 1984).